# Kalle Kriit
Kalle Kriit, född 13 november 1983 i Elva, är en estländsk tävlingscyklist som tävlar för UCI ProTour-stallet Cofidis. 
Kalle Kriit brukar kallas vid sitt smeknamn "Estonian Emperor", "Den Estniske Härskaren".

## Karriär
Kalle Kriit blev estnisk U23-mästare år 2002 och 2005. År 2007 vann han flera etapper på det franska loppet Kreiz Breizh Elite och tog sedan slutsegern i loppet framför sina landsmän Tanel Kangert och Rein Taaramäe.
Kriit blev professionell inför säsongen 2008 med stallet Mitsubishi-Jartazi och slutade samma år tvåa på de estländska mästerskapens linjelopp bakom Jaan Kirsipuu. Efter bara ett år lämnade han det belgisk-estniska stallet och började cykla för det franska Elite 2-laget AVC Aix. 
Inför säsongen 2010 blev Kriit kontrakterad av det franska stallet Cofidis, där han bland annat blev kollega med landsmannen Rein Taaramäe. Under sitt första år med stallet blev han estnisk mästare i landsvägscykling. Han slutade också på sjätte plats på etapp 13 av Giro d'Italia 2010.

## Meriter
1:a,  Nationsmästerskapens linjelopp – 2010

## Stall
- Mitsubishi-Jartazi 2008
- Cofidis 2010–